# أكرم عفيف
أكرم حسن عفيف يحيى عفيف (مواليد 17 نوفمبر 1996) هو لاعب كرة قدم قطري يلعب كجناح أيسر لنادي السد في دوري نجوم قطر و‌المنتخب القطري.
في 8 مايو 2016 انتقل رسميًا من نادي السد القطري إلى نادي فياريال الإسباني ليكون بذلك أول لاعب قطري يلعب في الدوري الإسباني وأعاره فياريال إلى أندية سبورتينغ خيخون ونادي يوبين.

## مسيرته الكروية
أكرم عفيف، لاعب كرة قدم قطري متميز يلعب كجناح لنادي السد القطري والمنتخب القطري. وُلد عفيف في الدوحة ، في 11 مارس 1996، وبدأ مسيرته الكروية في أكاديمية أسباير للتفوق الرياضي، ما مهد الطريق أمامه للتألق في ميدان كرة القدم. بعد تخرجه من أكاديمية أسباير، انضم إلى فريق السد، ومن ثم خاض تجارب احترافية في أوروبا مع فرق مثل فياريال الإسباني وإيوبن البلجيكي على سبيل الإعارة، ما ساعده على تطوير مهاراته واكتساب خبرة دولية.
على الصعيد الدولي، لعب أكرم عفيف دوراً حاسماً في تحقيق المنتخب القطري لإنجازات بارزة، أبرزها الفوز بكأس آسيا 2019 في الإمارات، حيث كان أحد أبرز نجوم البطولة وساهم بشكل فعال في تحقيق هذا الإنجاز التاريخي لكرة القدم القطرية. إضافة إلى ذلك، حصد العديد من الجوائز الفردية التي تؤكد على موهبته وإسهاماته المتميزة في الملاعب، بما في ذلك جائزة أفضل لاعب في آسيا عام 2019. تميز عفيف بقدرته على المراوغة، السرعة، والقدرة العالية على صناعة الأهداف وتسجيلها، مما جعله أحد أبرز اللاعبين في قطر وآسيا.

## الإنجازات والجوائز
- هداف المنتخب القطري برصيد 192 أهداف.[8][9]

## روابط خارجية
- أكرم عفيف على موقع قاعدة بيانات كرة القدم.إي يو (الإنجليزية)
- أكرم عفيف على موقع ليكيب (الفرنسية)
- أكرم عفيف على موقع ناشيونال فوتبول تيمز (الإنجليزية)
- أكرم عفيف على موقع Soccerbase.com (لاعب) (الإنجليزية)
- أكرم عفيف على موقع Soccerway.com (الإنجليزية)
- أكرم عفيف على موقع عالم كرة القدم.نت (الإنجليزية)
- أكرم عفيف على موقع AS.com (الإسبانية)